# 薩班高國家公園
2°33′S 113°50′E / 2.550°S 113.833°E

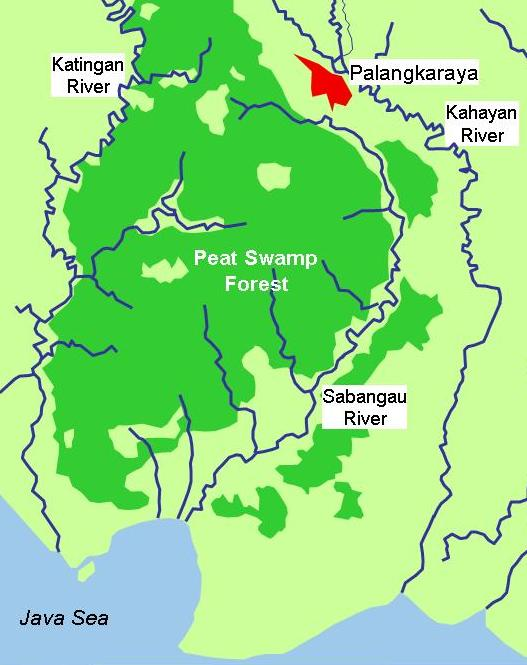

薩班高國家公園是印尼的國家公園，位於婆羅洲的加里曼丹，處於中加里曼丹省，成立於2004年，面積5,800平方公里，有猩猩、黑掌長臂猿等野生動物棲息。